# Aethes alatavica
Aethes alatavica es una especie de polilla del género Aethes, categorizada en la tribu Cochylini, de la subfamilia Tortricinae.

## Distribución
Se distribuye por Asia.

## Taxonomía
Fue descrita por Danilevsky, Kuznetzov & Falkovitsh en 1962 y publicada en (Phalonia), Trud. Inst. Zool. Alma Ata 18: 111.